# Медвянець короткобородий
Медвя́нець короткобородий (Melionyx nouhuysi) — вид горобцеподібних птахів родини медолюбових (Meliphagidae). Ендемік Нової Гвінеї.

## Таксономія
За результатами молекулярно-генетичного дослідження, опублікованого в 2019 році, короткобородого медвянця, а також два інші види, яких раніше відносили до роду Медвянець (Melidectes), було переведено до відновленого роду Melionyx.

## Поширення і екологія
Короткобороді медвянці живуть в гірських тропічних лісах і високогірних чагарникових заростях Центрального хребта. Зустрічаються на висоті від 3050 до 4500 м над рівнем моря, переважно в провінції Папуа.